# Gaikai
Gaikai (外海; lit.  "oceano aberto", ou seja, um grande espaço ao ar livre) é um serviço de jogo baseados em nuvem que permite aos utilizadores jogar em computadores muito sofisticados ou consoles através de servidores remotos via streaming pela internet, bem como demonstrações de jogos e aplicações a partir de uma página web ou de outro dispositivo com ligação à internet.

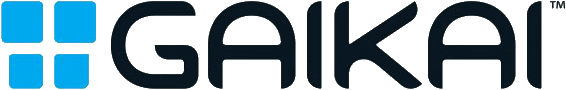
Logo da Gaikai.

Em 2 de julho de 2012, a Sony Computer Entertainment anunciou que chegou a um entendimento para comprar a companhia por $380 milhões com planos para estabelecer o seu próprio serviço de jogos em nuvem.
Em 20 de fevereiro de 2013, a Gaikai anunciou que os títulos PlayStation, PlayStation 2 e PlayStation 3 estarão disponíveis na PlayStation 4, em adição a outras características como Remote Play para PlayStation Vita.

## PlayStation Now
Em dezembro de 2013, Andrew House disse que a Sony planejava lançar o serviço Gaikai para a PlayStation 4 durante os primeiros meses de 2014, com lançamento europeu em 2015. O Gaikai já é usado pela consola como apoio ao Remote Play. Durante o Consumer Electronics Show e 7 de janeiro de 2014, a Sony revelou o PlayStation Now, um serviço em nuvem para os jogos PlayStation.